# 道の駅土佐和紙工芸村
道の駅土佐和紙工芸村（みちのえき とさわしこうげいむら）は、高知県吾川郡いの町にある国道194号の道の駅である。

## 施設
- 駐車場
  - 普通車：36台
  - 大型車：5台
  - 身障者用：1台
- トイレ
  - 男：大 2器（2器）、小 5器（3器）
  - 女：4器（2器）
  - 身障者用：1器（1器）

※（）内は、24時間利用可能
- 特産センター
- レストラン（10:00 - 21:00、オーダーストップ 20:30）
- 宿泊施設
- クアハウス（11:00 - 21:00）
- 手漉き体験コーナー（9:00 - 17:00）

## 休館日
- 毎週水曜日（手漉き体験コーナー）
- 年末年始（特産センター）
- 年中無休（レストラン）

## 周辺
- 仁淀川
- 蘇鶴温泉